# Comuna Batkî, Zinkiv
Batkî (în ucraineană Батьки) este o comună în raionul Zinkiv, regiunea Poltava, Ucraina, formată din satele Batkî (reședința), Dranî, Korliukove și Lazkî.

## Demografie
Componența lingvistică a comunei Batkî
     Ucraineană (97,17%)
     Rusă (2,12%)
     Alte limbi (0,24%)
Conform recensământului din 2001, majoritatea populației comunei Batkî era vorbitoare de ucraineană (97,17%), existând în minoritate și vorbitori de rusă (2,12%).